# Іпуруа
«Іпуруа» або «Муніципальний стадіон Іпуруа» (ісп. Estadio Municipal de Ipurua) — футбольний стадіон в Ейбарі, Іспанія, домашня арена ФК «Ейбар».
Стадіон відкритий 1947 року. У 1948–1951, 1970, 1974, 1984, 1988, 1989, 1999–2000, 2015–2017 роках ремонтувався та перебудовувався, зокрема в 1951, 1999–2000 роках із розширенням, у результаті чого місткість арени становить 7 083 глядачі.
Окрім футбольних матчів на стадіоні проводяться інші спортивні та культурні заходи.